# Барбово
Барбово (колишні назви — нім. Barthausen, угор. Bárdháza, укр. Бородівка) — село у Мукачівській міській громаді Мукачівського району Закарпатської області України.

## Історія
Назва Bárdháza має угорське походження, яке належить до латинського Bartholomeus або Bertalan. Барт скоротився з особистого імені, до якого асоціюється іменник, пов'язаний з особистим іменем власника.
В околицях села в 1950 році знайдено бронзовий скарб ранньої залізної доби, що складався з 21 предмета.
Селище вже існувало в 1272 році, воно також мало свій дерев'яний храм, але згодом до нього почали поселятися австрійські та німецькі поселенці, в 1773 році. Село належало до маєтку родини графа Шенборна-Буххейма.
1474: Bardhaza (CSÁNKI 1: 413), 1530: Barthhaza (Conscr. Port.), 1533: Barth hazza (uo.), 1542: Barthhaza (uo.), 1570: Barthaza (uo.), 1773: Bártháza, Barbova (LexLoc. 55), 1808: Bartháza, Barthausen, Barbowá, Barbisty (LIPSZKY: Rep. 38), 1851: Bártháza, Barbowo (FÉNYES 1: 98), 1877: Bartháza, Bárbova (Hnt.), 1913: Bárdháza (Hnt.), 1944: Bárdháza, Барбово (Hnt.), 1983: Бородовка (ZO), 1995: Барбово
Його межа простягалася до болота Серне. Його мешканці торгували щипавками польовими та болотними, і черепахами, що виловлювали в Чорному Мочарі.
Між 1944 і 1945 роками 118 чоловіків і 35 жінок були депортовані до трудових таборів.
У період Австро-Угорської імперії — село Мукачівського округу Березького комітату. Офіційна назва — Бардгаза (угор. Bárdháza). Село мало свою печатку з зображенням селянина з сокирою, що рубає дрова; вгорі — шестикутна зірка (зразок печатки був офіційно затверджений Міністерством внутрішніх справ Угорщини 1904 року).

## Храми
Римо-католицький храм святої Анни був збудований у 1834 році.
Храм Св. Духа - 1842 р.
У XVI та XVII ст. село мало своїх священиків. У 1692 р. згадують церкву з прилеглою ділянкою. В 1733 р. в селі була дерев'яна церква св. Марії з одним малим дзвоном, а в 1748 — з двома дзвонами. В 1797 р. жило тут 268 греко-католиків, а на початок XX ст. — 485.
Теперішня мурована церква, яку давніше присвятили Покрові пр. богородиці і датують за шематизмом 1915 р., є традиційною базилікою, увінчаною вежею з бароковим завершенням над головним входом. Північну стіну нави зміцнено низькими контрфорсами. Останнє малювання інтер'єру виконав Юрій Балог з Мукачева в 1995 р. Кам'яний хрест перед головним фасадом поставила група вірників у 1903 р. Поряд могила священика Іоана Долинича.
На типовій каркасній дерев'яній дзвіниці, яка несе три дзвони, прибито дощечку з ініціалами І. Г. (очевидно, це автор дзвіниці) та роком спорудження — 1923. Найдавніший дзвін відлито за пароха Івана Чопея в 1794. Нині церква православна, а друга мурована римо-католицька церква належить місцевим німцям.

## Карел Чапек і Барбово
У селі Барбово похований головний герой твору Карела Чапека «Гордубал». Ка́рел Ча́пек (чеськ. Karel Čapek; 9 січня 1890 — 25 грудня 1938) — найвідоміший чеський письменник, фантаст.
За сюжетом роману, у 1931 році в селі сталася кривава подія - працьовитий чеський селянин Юрай Гордубал 8 років перебував на заробітках в США; заробивши там чимало грошей, він повертається додому, на американському автомобілі, в село Барбово. За час його відсутності дружина Поланя стала зраджувати йому з його наймитом Штефаном Манею. Гордубал, однак, робить вигляд що нічого не помічає і до всіх ставиться доброзичливо, що ще більше лякає і дружину, і Штефана. Одного разу вночі Штефан заколює Гордубала. Слідство з'ясовує: убитий був тяжко хворий, і теоретично міг померти тієї ж ночі - але своєю смертю, тепер же Штефану доведеться йти до в'язниці.
У жовтні 1932 верховний суд в Брно розглянув у другій інстанції справу про вбивство закарпатського селянина Юрая Гардубея його односельцем Василем Маняком за попередньою змовою з дружиною Юрая Поланею Гардубейовою. 14 жовтня 1932 року газета «Лідове новіни», співробітником якої був Карел Чапек, опублікувала звіт журналіста і письменника Бедржиха Голомбек про процес під заголовком «Підкарпатська трагедія». Звіт послужив Чапеку поштовхом до створення роману. Вже 27 листопада 1932 року він почав друкуватися з продовженням в цій же газеті. Публікація була закінчена 21 січня 1933 року. У тому ж році він вийшов окремою книгою у видавництві Франтішека Борового. В середині 1930-х років «Гордубал» був переведений на кілька іноземних мов.
Задум твору автор розкрив в неопублікованому листі «До одного читача», яке було знайдено в паперах письменника чеським літературознавцем Мирославом Галік.
У філософській трилогії «Hordubal» («Гордубал 1933) Карел Чапек порушує проблеми езистенції «звичайної» людини, її самоідентифікації, пошуків сенсу життя на порозі смерті та відповідальності кожної людини за долю того, хто поруч. Гордубал – прізвище головного героя твору, написаного автором за мотивами реальної історії верховинського селянина та матеріалів судового розслідування справи про його вбивство. Юрай Гордубал після восьми років важкої праці на заробітках у Америці повертається додому, однак з’ясовується, що дружина Поланя не чекала на нього, донька Гафійка забула, як він виглядає, а у побудованій на його гроші новій хаті хазяйнує наймит Штефан. Від своїх товаришів герой довідується, що дружина зраджувала його з наймитом. Історія завершується трагічною загибеллю героя і винесенням вироку невірній дружині та її коханцю. При судовому засіданні зійдеться ціле село, щоб судити не просто злочин, але гріх.
Лейтмотивом у романі – самотність героя, його чужість серед чужих (американський період життя героя) і серед своїх (повернення у рідне село); відчайдушне прагнення бути почутим, віднайти любов та прихильність дружини, доньки, односельчан, зайняти власне місце у своєму домі і у своєму світі, подолати неприязнь та відчуження, які його оточують. Образ Гордубала розкривається поліфонічно, контрастно: шляхом зіставлення внутрішнього монологу, потоку свідомості героя у першій частині роману (погляд на себе самого) з поглядами і судженнями про нього інших (сусідів, жандармів, судових виконавців, дружини, наймита тощо) у наступних двох частинах твору. Створюючи глибокий психологічний портрет українського заробітчанина Юрая Гордубала, автор намагається відчути, пізнати, зрозуміти представника іншого світу, культурної традиції, соціального статусу, етнічної приналежності як звичайної людини, особистості – у цьому гуманістична наповненість образу, його цінність і безумовний морально-етичний статус.

## Населення
Згідно з переписом УРСР 1989 року чисельність наявного населення села становила 1209 осіб, з яких 569 чоловіків та 640 жінок.
За переписом населення України 2001 року в селі мешкало 948 осіб.

### Мова
Розподіл населення за рідною мовою за даними перепису 2001 року:
| Мова       | Відсоток |
| ---------- | -------- |
| українська | 96,94 %  |
| німецька   | 1,69 %   |
| російська  | 0,84 %   |
| білоруська | 0,21 %   |
| угорська   | 0,21 %   |
| молдовська | 0,11 %   |

## Туристичні місця
- в 1950 році знайдено бронзовий скарб ранньої залізної доби, що складався з 21 предмета.
-  болото Серне
- мешканці торгували щипавками польовими та болотними черепахами, що виловлювали в Чорному Мочарі.
- перші поселенці прийшли з Нижньої Австрії, точніше з Валдфіртелу.
- храм святої Анни був збудований у 1834 році.
- Храм Св. Духа - 1842 р.
- похований головний герой твору Карела Чапека «Гордубал». 
- Чорний хрест
- легенда про барбівського болотяника
- графська дорога
- турмаршрут "7 озер"

## Місцеві легенди
Болотяник, що жив на болоті заманював вогниками нічних перехожих до себе аби мати хороше товариство. Ця істота дуже схожа на чоловіка з довгими руками. Тільки його тіло вкрито густою сірою шерстю, а нижче спини у нього хвіст з гачком.
Блуд, лісовий дух з усіх сил намагався завести людей, які йшли по гриби чи ягоди, у глибочінь лісу звідки ніяк не можна вибратися, або ж напускав тумани, щоб зовсім збити з пантелику.
З лісів до села інколи приходили «песиголовці», істоти які нагадували людину. У них одна сторона людської подоби, а друга — собаки. Приходили вони в село їсти свіжовипечений хліб, тому найчастіше заходили до тієї оселі, де жінка пекла хліб, на запах. Вигрібали з печі запашні паляниці і з'їдали. Потім починали страшно кричати людським голосом: «Маріко», «Гафіко»! Люди з переляку вибігали з хат і ховалися в лісових хащах. Сучасні фольклористи вважають, що в легендах про «песиголовців» відбилися реалії вторгнення монголів на Закарпаття у ХІІІ столітті.
У всіх своїх бідах жителі Барбова звинувачували істот, які жили в болотах і лісах. І вирішили вони в правителів попросити допомогу, щоб захистити та відвернути напасть надприродних істот села. Тоді і було подаровано Барбову величезний Чорний хрест, який би відвертав від села чорні сили. За часів, коли руйнували церкви, хрест хотіли знести, але тільки-но хтось пробув доторкнутися до нього, щоб зруйнувати, тому виконавцю зразу ставало погано, а пізніше її нібито переслідував вдень і вночі дух молодика, який втік від болотяника і сховався за хрест, але зі страху там і помер. Вночі він кричить, плаче, ніби випереджує і застерігає барбівчан від чорних сил.

## Відомі люди
Василь Гомоннай  (1920, Барбово – 2004, Ужгород) — педагог, професор, доктор педагогічних наук. 
За його керівництва розширено систему середньої освіти, створено нові школи-інтернати, розгорнуто позашкільну освіту, мережу вечірніх шкіл Закарпатської області. Під його керівництвом було підготовлено і захищено 23 кандидатські дисертації, створена школа з історії педагогіки.

Жупан Йосип (22 червня 1904  Барбово  — 1987 Мукачево) —  письменник. Працював учителем, директором школи, директором Мукачівського історико-краєзнавчого музею, також на видавничій роботі. Автор підручників для національних меншин.